# Inndyr
Inndyr este o localitate din comuna Gildeskål, provincia Nordland, Norvegia, cu o suprafață de 0,71 km² și o populație de 629 locuitori (2013).